# K.k. Dragonerregiment „General der Cavallerie Leopold II., Grossherzog von Toscana“ Nr. 4

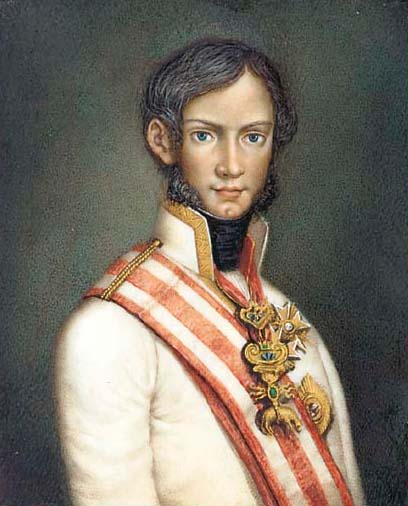
Der Namensgeber des Regiments – Großherzog Leopold II.

Der Verband war 1733 als d’Ollone-Dragoner in der Österreichisch-Habsburgischen Armee aufgestellt worden und wurde 1860 aufgelöst.
Bis zum Jahre 1798 wurden die Regimenter nach ihren jeweiligen Inhabern (die nicht auch die Kommandanten sein mussten) benannt.
Weitere Bezeichnungen für das Regiment waren in der Rückschau: 
- 1769 Cavallerie-Regiment Nr. 19,
- 1798 Dragoner-Regiment Nr. 14,
- 1802 Dragoner-Regiment Nr. 4 (zuvor rangierte von 1798 bis 1802 das spätere Ulanen-Regiment Nr. 7 als Nr. 4).

Zur Systematik wurden nachträglich auch folgende Nummerierungen eingeführt: 1733/1 (nach Tessin), Dragonerregiment D VII (nach Bleckwenn).

## Formationsgeschichte
- 1733 Am 4. November wurde es mit Kapitulation durch den Obristen Grafen D’Ollone mit einem Stamm an Chargen und Mannschaften älterer Regimenter auf eigene Kosten als Dragoner-Regiment aufgestellt.
- 1768 musste die Grenadier-Kompanie an das neu aufgestellte 2. Carabinier-Regiment (später Dragonerregiment Nr. 1) abgegeben werden. Im Gegenzug erhielt das Regiment eine Eskadron des aufgelösten Dragonerregiments Althann zugewiesen.
- 1769 Zuweisung der Kavallerie-Stammlistennummer 19
- 1773 Umwandlung in ein Chevauxlegers-Regiment
- 1785 wurde der Einheit eine Division des Ulanen-Freikorps zugeteilt.
- 1786 Abgabe der 2. Eskadron der Ulanen-Division an das Chevauxlegers-Regiment Kaiser (späteres Ulanen-Regiment Nr. 6). Danach erfolgte die Neuaufstellung dieser Eskadron im Regimentsverband.
- 1791 Abgabe der gesamten Ulanen-Division an das neu aufgestellte Ulanen-Regiment Nr. 1
- 1798 Umwandlung in ein Dragoner-Regiment (leichtes) mit der Nr. 14
- 1802 Umbenennung in Dragoner-Regiment Nr. 4. Übernahme der Oberst-Division des aufgelösten Dragonerregiments Modena Nr. 5.
- 1860 Auflösung des Regiments, die Mannschaft wurde zum Beschäl- und Remontierungs-Departement versetzt

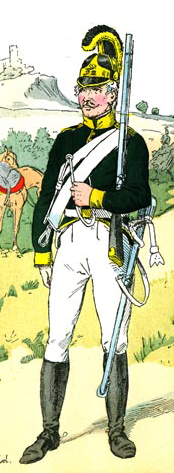
1798

## Ergänzungen
- 1781 wurde dem Regiment als ständiger Ergänzungsbezirk Ober- und Niederösterreich zugewiesen.
- 1802–30 Erfolgte die Ergänzung aus Mähren
- 1830–53 Ergänzung aus der Steiermark, Kärnten und Krain
- 1853 Aus der Steiermark, Bezirk des Infanterieregiments Nr. 47 (Marburg)
- 1857–60 Aus den Ergänzungsbezirken der Infanterieregimenter Nr. 7, 17, 22, 27 und 47.

### Friedensgarnisonen

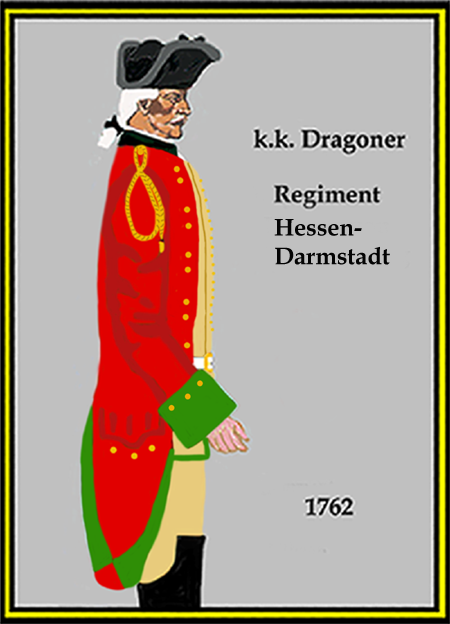
DR Hessen-Darmstadt 1762

| I. | II. | III. |
| --- | --- | --- |
| - 1736–37 Kroatien - 1739–41 Arader Komitat - 1748 Lugos - 1751 Mähren - 1753–56 Pápa-Veszprim, - 1763 Eisenburger Komitat - 1774–78 Böhmen - 1779–87 Ost-Galizien - 1790–99 im Friaul - 1802 Bursztyn | - 1803–05 Brzezany - 1806 Pécsvár - 1808 Neusatz - 1810–13 Maria-Theresiopel - 1814–15 Pécsvár - 1816 Neapel - 1818 Maria-Theresiopel - 1823 Wien - 1827 Pécsvár - 1828 Groß-Kanizsa | - 1830 Vicenza - 1831 Innsbruck - 1840 Güns - 1844–48 Ödenburg - 1849 Vicenza - 1851 Florenz - 1854 Graz - 1855 Himberg - 1856 Wien - 1857–59 Güns - nach dem Feldzug bis 1860 Czegléd |

### Regimentsinhaber
- 1733 Obrist Alexius Graf D’Ollone (Dragoner-Regiment Graf D’Ollone)
- 1746 Feldmarschall Ludwig Landgraf von Hessen-Darmstadt (Dragoner-Regiment Hessen-Darmstadt)
- 1768 General der Kavallerie Georg Wilhelm Prinz von Hessen-Darmstadt (Chevauxlegers-Regiment Hessen-Darmstadt)
- 1783 Generalmajor Franz Freiherr von Levenehr (Chevauxlegers-Regiment Levenehr)
- 1813 Oberst Erzherzog Leopold, Erbgroßherzog von Würzburg
- 1814 Generalmajor Erzherzog Leopold Erbgroßherzog von Toscana
- 1824 derselbe als Generalmajor Leopold II., Großherzog von Toscana
- 1848 Feldmarschalleutnant Moriz Freiherr von Boyenburg-Lengsfeld
- 1849–60 General der Kavallerie Leopold II. Großherzog von Toscana

#### 2. Inhaber
- 1813–1825 Graf Ferdinand Bubna von Littitz, FML
- 1826–1839 Graf Leopold von Rothkirch und Panthen, FML
- 1839–1840 Freiherr Emanuel von Bretfeld-Cronenburg, FML
- 1840–1846 Johann Maria Narboni
- 1846–1848 Freiherr Moriz von Boyneburg-Lengsfeld
- 1849–1867 Freiherr Moriz von Boyneburg-Lengsfeld, GdK

### Regiments-Kommandanten
- 1733 der Inhaber Obrist Graf D’Ollone
- 1737 Obristlieutenant Johann Graf Serbelloni
- 1739 Obrist Johann Mandelli
- 1742 Obrist Leopold Freiherr von Rantzau,
- 1752 Obrist Johann Freiherr Hochberg von Hennersdorf
- 1757 Oberst Joseph Carl Graf D’Ayasasa
- 1758 Oberst Friedrich Riedesel Freiherr zu Eisenbach
- 1758 Oberst Rudolph Freiherr von Pugnetti
- 1771 Oberst Franz Freiherr von Levenehr
- 1779 Oberst Heinrich Freiherr von Ried
- 1779 Oberst Carl Freiherr von Larisch
- 1786 Oberst Carl Freiherr von Aufsess
- 1789 Oberst Michael Kienmayer
- 1793 Oberst Johann Freiherr von Hildebrand
- 1796 Oberst Joseph Zinn
- 1800 Oberst Franz Graf Tige
- 1806 Oberst Anton Graf Hardegg
- 1809 Oberst Georg von Hirsch
- 1814 Oberst Franz von Zarczynski
- 1826 Oberst Joseph Freiherr Menninger von Menningen
- 1832 Oberst Alois Graf Gaisruck
- 1839 Oberst Joseph Ottinger
- 1841 Oberst Victor Graf Zichy-Ferraris
- 1847 Oberst Michael Müllner von Marnau
- 1849 Oberst Anton Graf Hoyos
- 1852 Oberst Joseph Castle de Mollineux
- 1854 Oberst Leopold Freiherr von Mallowetz
- 1859 Oberst Ludwig Prinz Hohenlohe-Langenburg

## Gefechtskalender
- 1735 wurde das erst im Laufe des Jahres 1734 vollständig aufgestellte Regiment zur Bewachung der Küste von Triest und des Littorale verwendet.

→ Russisch-Österreichischer Türkenkrieg (1736–1739)
- 1737 Zum Korps Hildburghausen in Kroatien abgestellt. Teilnahme am Gefecht bei Jurkovic und dem Scharmützel bei Banjaluka
- 1738 Sicherungs und Patrouillendienst in Slavonien ohne Gefechtstätigkeit
- 1739 Zur Hauptarmee detachiert. Nur geringe Feindberührung in der Schlacht bei Grocka

→Österreichischer Erbfolgekrieg
- 1742 Verlegung nach Böhmen. Kämpfe bei Caslau, anschließend zur Belagerungsarmee vor Prag kommandiert.
- 1743 Kämpfe in Bayern (Gefecht bei Simbach, die Grenadier-Kompanie war an der Einnahme von Dingolfing beteiligt). Danach Marsch zum Rhein mit anschließenden Gefechten bei den dortigen Operationen
- 1744 Patrouillendienste am Rhein. Verlegung nach Böhmen
- 1745 Detachierung zur Armee des Feldmarschall Traun am Main
- 1746 Verlegung auf den Kriegsschauplatz in Italien
- 1747 Feldzug in die Provence

→Siebenjähriger Krieg
- 1757 Schlacht bei Kolin, bei Breslau und Leuthen, die Grenadier-Kompanie kämpfte bei Görlitz. Oberst D’Ayasasa wurde bei Kolin mit dem Militär-Maria-Theresia-Orden dekoriert
- 1758 zeichnete sich das Regiment unter Oberst Freiherr von Pugnetti in der Schlacht bei Hochkirch aus. Oberst Pugnetti erwarb gleichfalls den Militär-Maria-Theresia-Orden
- 1759 Scharmützel bei Greifenberg und Gefecht bei Günsberg
- 1760 Gefecht bei Cosdorf. Große Verluste in der Schlacht bei Torgau, hier zeichnete sich die Grenadier-Kompanie besonders aus
- 1761 Sicherungs- und Patrouillendienste in Sachsen, ohne Gefechtstätigkeit
- 1762 Gefecht bei Leuthmansdorf

→Bayerischer Erbfolgekrieg
- 1778 Bei der Armee in Böhmen nahmen Abteilungen an Vorpostengefechten bei Bohanitz und Jessenitz teil
- 1779 zeichnete sich das Regiment bei der Verteidigung von Zuckmantel aus. Regiments-Kommandant Oberst Levenehr wurde mit dem Militär-Maria-Theresia-Orden ausgezeichnet

→Russisch-Österreichischer Türkenkrieg (1787–1792)
- 1788 Zur Armee Coburg in Galizien abgestellt, nahmen Abteilungen an den Gefechten bei Chotin, Dohnary und bei Adjud teil
- 1789 Kämpfe bei Vale-Saka, Foksani und Martinestie
- 1790 Belagerung von Giurgeve
- 1794–95 Als Besatzungstruppe in West-Galizien

→Koalitionskriege
- 1796 Kämpfe in Deutschland, die Majors-Division stand im Gefecht bei Eglingen, die Oberst-2.Eskadron an der Altmühl und bei Gerolshofen. Das Regiment kämpfte dann bei Amberg-Neumarkt und mit Auszeichnung bei Würzburg. Dann zur Belagerung von Kehl abgestellt.
- 1799 Nach Italien verlegt. Kämpfe bei Verona, Magnano, an der Trebbia und bei Novi. Drei Eskadronen kamen noch bei Bainnette zum Einsatz und kämpften in der Schlacht bei Genola
- 1800 Zunächst bei der Belagerung von Genua, dann zur Hauptarmee kommandiert
- 1805 In Garnison in Italien, ohne Verwendung
- 1809 Im V. Korps der Armee in Deutschland kämpfte das Regiment bei Abensberg und Kloster-Rohr. Im weiteren Verlauf des Feldzuges nicht mehr in Aktion. Vorpostendienste am linken Donauufer von Grafenwörth aufwärts.

Feldzug nach Russland
- 1812 im Auxiliar-Korps Schwarzenberg am Feldzug nach Russland beteiligt. Teilnahme an der Schlacht bei Poddubie und dem Gefecht bei Lecheta (?) und weiteren kleineren Scharmützeln.

→Befreiungskriege
- 1813 in Deutschland, zeichnete sich eine Division unter Major Menninger bei Dippoldiswalde aus, eine Eskadron kämpfte bei Altenburg, das Regiment mit Auszeichnung aber großen Verlusten bei Pretsch und in der Völkerschlacht bei Leipzig, wo Rittmeister Ast sich durch Gefangennahme eines feindlichen Bataillons auszeichnete
- 1814 Zur leichten Division Bubna in Südfrankreich abgestellt, nahmen Abteilungen an den Gefechten bei Givry, Charnay und anderen teil. Das Regiment kämpfte später bei St. Georges und der Einnahme von Lyon, wo sich besonders die Eskadron unter Rittmeister Harrucker auszeichnete

→Herrschaft der Hundert Tage
- 1815 Dem Korps Bianchi zugeteilt, nahm das Regiment an den Operationen gegen den König von Neapel teil. Eine Eskadron zeichnete sich bei dem Überfall auf Cesenatico aus, das Regiment kämpfte dann bei Tolentino und Macerata

- 1831 Das Regiment war zur Unterdrückung der Unruhen in der Romagna bereitgestellt worden, hatte jedoch keinen Einsatz.

→Revolution von 1848/1849 im Kaisertum Österreich
- 1848 Feldzug gegen Bologna. Später standen vier Eskadronen bei der Belagerung von Venedig, eine Division auf Vorposten am unteren Po.
- 1849 Das Regiment war zur Blockade von Venedig abgestellt, eine Division unter Major Vetter war zur Erhaltung der Verbindung zur Hauptarmee gegen die Adria detachiert.

### Adjustierung des Regiments
- 1738: blauer Rock, gelbe (?) Aufschläge
- 1757: dunkelblauer Rock und Hosen, ponceaurote Aufschläge
- 1765: roter Rock, dunkelgrüne Egalisierung, weiße Hosen, gelbe Knöpfe
- 1767: weißer Rock, dunkelgrüne Egalisierung, weiße Hosen, gelbe Knöpfe
- 1773: weißer Rock, dunkelgrüne Egalisierung, weiße Hosen, gelbe Knöpfe
- 1798: dunkelgrüner Rock, kaisergelbe Egalisierung, weiße Hosen, gelbe Knöpfe
- 1802: weißer Rock, lichtrote Egalisierung, weiße Hosen, weiße Knöpfe
- 1850: weißer Waffenrock, scharlachrote Egalisierung, lichtblaue Pantalons, weiße Knöpfe

## Regimentsdivisionen im 19. Jahrhundert
Ein Regiment bestand in der Österreichisch-Ungarischen Kavallerie in der Regel aus drei bis vier (in der Ausnahme auch mehr) Divisionen. (Mit Division wurde hier ein Verband in Bataillonsstärke bezeichnet. Die richtige Division wurde Infanterie- oder Kavallerie-Truppendivision genannt.) Jede Division hatte drei Eskadronen, deren jede wiederum aus zwei Kompanien bestand. Die Anzahl der Reiter in den einzelnen Teileinheiten schwankte, lag jedoch normalerweise bei etwa 80 Reitern je Kompanie.
Die einzelnen Divisionen wurden nach ihren formalen Führern benannt:
- die 1. Division war die Oberst-Division
- die 2. Division war die Oberstlieutenant (Oberstleutnant)-Division
- die 3. Division war die Majors-Division
- die 4. Division war die 2. Majors-Division